# Evropski izveštaj o saobraćajnoj nezgodi
Evropski izveštaj o saobraćajnoj nezgodi je standardizovani dokument koji se koristi u većini evropskih zemalja za jednostavno i brzo evidentiranje saobraćajnih nezgoda. Namenjen je vozačima da na licu mesta, u slučaju lakše saobraćajne nezgode bez povređenih lica, popune podatke relevantne za utvrđivanje odgovornosti i olakšaju postupak obrade štete kod osiguravajućih društava.
U Srbiji je ovaj izveštaj usvojen kao deo prakse osiguravajućih društava i postao je obavezan obrazac za sve vlasnike vozila od 2009. godine.

## Svrha i upotreba
Evropski izveštaj služi kao pomoćno sredstvo za rekonstrukciju događaja, beleženje podataka o učesnicima, vozilima, okolnostima i oštećenjima. U većini slučajeva koristi se kada nema potrebe za dolaskom policije, odnosno kada je šteta manja i strane se saglase oko okolnosti nesreće.

## Pravni značaj
Iako izveštaj nije dokaz u pravnom smislu, on ima težinu u postupcima naknade štete jer prikazuje saglasnost učesnika o toku događaja. Ukoliko se potpiše od strane oba vozača, osiguranje ga koristi kao osnov za odlučivanje o odgovornosti i isplati štete.

## Rasprostranjenost
Evropski izveštaj koristi se u skoro svim zemljama članicama Evropske unije, kao i u drugim zemljama koje su usvojile zajednički format. Dostupan je na više jezika i često se nalazi u vozilima osiguranih korisnika kao deo dokumentacije.